# 계림유사
《계림유사》(鷄林類事)는 송나라 손목이 저술한 저서이다. 저술시기는 12세기로 추정되며 원본은 전하지 않고, 후대의 필사본중 일부가 현존한다. 약 350여개의 고려어를 중국어-한자로 차음(借音)해서 배열했다. 예) 天曰漢捺(천은 한날(하늘)이다) 고려 시대 한국어의 모습을 살펴볼 수 있는 귀중한 자료이다.